# Winteria telescopa
Winteria telescopa is een straalvinnige vissensoort uit de familie van de hemelkijkers (Opisthoproctidae). De wetenschappelijke naam van de soort is voor het eerst geldig gepubliceerd in 1901 door Brauer. Het speciale aan deze vissen is dat, in tegenstelling tot de meeste hemelkijkers, hun ogen diagonaal in plaats van verticaal staan.